# クライモリ デッド・リターン
『クライモリ デッド・リターン』（原題：Wrong Turn 3: Left for Dead）は、アメリカ合衆国の映画作品。クライモリシリーズ3作目。

## あらすじ
女子大生のアレックスは仲間たちとキャンプをするために森を訪れるが、突然何者かが放った矢が仲間の1人に命中し、ほかの仲間たちも三枚おろしなどのおぞましい方法で惨殺されてゆく。同じ頃、刑務所看守のネイトは凶悪犯を護送中に森を通りかかったところ、謎の車による妨害に遭い、崖から森の奥へ転落する。脱走しようと考えていた囚人のもとに、アレックスがやってくる。

## キャスト
※（）は日本語吹き替え
- ネイト・ウィルソン看守 - トム・フレデリック（村治学）
- アレックス - ジャネット・モンゴメリー（小松由佳）
- フロイド - ギル・コリリン（中村浩太郎）
- ウィリー・フアレス - クリスチャン・コントレラス（鶴岡聡）
- クロフォード - ジェイク・カラン（大西健晴）
- ブランドン - トム・マッケイ（三戸崇史）
- ウォルター - チャッキー・ヴェニス（竹田雅則）
- チャベス - テイマー・ハッサン（秋元羊介）
- ソフィー - ルイーズ・クリフ（よのひかり）
- トレイ - ジャック・ゴードン
- ブレント - チャーリー・スピード
- ラデュー刑務所長 - マック・マクドナルド（関口篤）
- カーバー保安官 - ビル・ムーディ（側見民雄）
- アリー・レン保安官補 - エマ・クリフォード（よのひかり）